# Lingua dei segni indiana
La lingua dei segni indiana (Indo-Pakistani Sign Language) è una lingua dei segni sviluppata spontaneamente da bambini sordi in numerose scuole in India, Pakistan, Bangladesh.